# Остоја Боровинић
Остоја Боровинић је био српски кнез из властелинске породице Боровинић која је имала своје посједе у источним дјеловима краљевине Босне. Био је син Боровине Вукашинића.
Помиње се у повељама као свједок са титулом кнеза у служби племићке породице Павловић. Јавља се као свједок у повељама из 1423, 1432, 1439. и 1442. године. У повељама се помиње испред Тврдислава Боровинића, па се сматра да је био старији брат.